# Waćmierz
Waćmierz este o arie protejată (sit de importanță comunitară — SCI) din Polonia întinsă pe o suprafață de 388,27 ha, integral pe uscat.

## Localizare
Centrul sitului Waćmierz este situat la coordonatele 54°00′54″N 18°43′04″E / 54.015°N 18.7178°E.

## Înființare
Situl Waćmierz a fost declarat sit de importanță comunitară în aprilie 2004 pentru a proteja 2 specii de animale.

## Biodiversitate
Situată în ecoregiunea continentală, aria protejată conține 2 habitate naturale: Lacuri și iazuri distrofice naturale, Mlaștini turboase de tranziție și turbării mișcătoare.
La baza desemnării sitului se află mai multe specii protejate:
- amfibieni (1): buhai de baltă cu burta roșie (Bombina bombina)
- pești (1): Rhynchocypris percnurus